# U.S. Pro Indoor 1985
Lo U.S. Pro Indoor 1985 è stato un torneo di tennis giocato sintetico indoor. È stata la 18ª edizione dello U.S. Pro Indoor, che fa parte del Nabisco Grand Prix 1985. Si è giocato al Wachovia Spectrum di Filadelfia in Pennsylvania negli Stati Uniti dal 21 al 28 gennaio 1985.

## Campioni

### Singolare maschile
John McEnroe ha battuto in finale  Miloslav Mečíř con il punteggio di 6–3, 7–6, 6–1

### Doppio maschile
Joakim Nyström /  Mats Wilander hanno battuto in finale  Wojciech Fibak /  Sandy Mayer con il punteggio di 7–6, 7–6